# Sholicola
Sholicola es un género de aves paseriformes perteneciente a la familia Muscicapidae. Fue creado en 2017 para clasificar a dos especies de pájaros de los montes del sur de la India.

## Especies
Las dos especies del género son:
- Sholicola major — alicorto flanquirrufo;
- Sholicola albiventris — alicorto ventriblanco.

Una tercera especie, Sholicola ashambuensis, que describieron los autores originales está muy cernana a Sholicola albiventris y se considera una subespecie de este.

## Taxonomía
En el pasado estuvieron clasificados en el género Brachypteryx, a lo que deben su nombre común de «alicortos». Las especies del género Brachypteryx muestran un marcado dimorfismo sexual, a diferencia de los alicortos del sur de la India en los que es muy pequeño. En 2005 Pamela C. Rasmussen volvió a separarlos en dos especies y los situó provisionalmente en el género Myiomela. Los estudios filogénéticos mostraron que estas dos especies estaban muy separadas del resto de miembros de Myiomela, por lo que en 2017 se creó un nuevo género para incluirlas, Sholicola. Este nuevo género es bastante diferente de sus parientes más cercanos, los miembros de los géneros Niltava, Cyornis y Eumyias, de los cuales divergió hace unos 11 millones de años. Sholicola sería un grupo basal del clado que lo contiene (Cyornis, (Niltava, (Eumyias, Cyanoptila))) y está cercano a otro clado mayor que incluye a Ficedula, Monticola, Saxicola, Luscinia, Tarsiger, Larvivora, Brachypteryx, etc.
El término Sholicola procede de la combinación del término shola y la terminación latina cola, que a su vez procede del verbo colĕre (habitar), con el significado de «habitante del shola», en referencia a los bosques donde viven las especies del género.